# Α-丁酮酸
α-丁酮酸（英語：α-Ketobutyric acid）是胱硫醚裂解之后生成的产物。
它亦是苏氨酸的降解产物之一，由苏氨酸脱氨酶脱氨而来。
它也可被转化为丙酰辅酶A（并接着转化为甲基丙二酰辅酶A，后者可被转化为琥珀酰辅酶A，这是一种三羧酸循环中间产物），因此可以进入三羧酸循环。